# Ponta Figo
Ponta Figo és una localitat de São Tomé i Príncipe. Es troba al districte de Lembá, al sud-oest de l'illa de São Tomé. La seva població és de 693 (2008 est.). Es troba a 2 kilòmetres de Neves, en una zona boscosa. L'agricultura és la principal font econòmica del poble i gairebé tot el cultiu és el cacau i el cafè. Una de les rutes del camí cap a Pico de São Tomé comença allí i passa a prop de Pico Mesa a 1.875 m.

## Evolució de la població
| 2001 | 2008 |
| 608  | 693  |